# Sammalsaari (ö i Päijänne-Tavastland, Lahtis, lat 61,63, long 25,84)
Sammalsaari är en ö i Finland. Den ligger i sjön Hirvijärvi och i kommunen Sysmä i den ekonomiska regionen  Lahtis ekonomiska region  och landskapet Päijänne-Tavastland, i den södra delen av landet, 170 km norr om huvudstaden Helsingfors. Öns area är 0,7 hektar och dess största längd är 140 meter i sydväst-nordöstlig riktning.